# Kyselina gadoterová
Kyselina gadoterová je makrocyklická organická sloučenina používaná jako kontrastní látka v magnetické rezonanci. Skládá se z organické kyseliny DOTA, která slouží jako chelatační činidlo, a gadolinitého kationtu (Gd3+), a používána je obvykle jako megluminová sůl. Díky svým magnetickým vlastnostem vytváří po umístění do magnetického pole magnetický moment, čímž zvyšuje intenzitu signálu z tkání.

## Použití
Kyselina gadoterová se používá k zobrazování proudění krve a tkání zánětlivých či zasažených nemocemi. Často slouží k hledání nitrolebních lézí nebo odchylek v hematoencefalické bariéře]. Kyselina gadoterová může být použita při zobrazování mozku, páteře, a s nimi spojených tkání u pacientů od 2 let věku. Megluminová sůl prochází do tkání, kde se magnetickou rezonancí zvýrazňuje zasažená oblast; neprochází nedotčenou hematoencefalickou bariérou, takže neovlivňuje zdravé mozkové tkáně. Do těla se dopravuje injekčně.

## Vedlejší účinky
Při aplikaci v obvyklé koncentraci (0.1 mmol/kg) se tato látka hromadí v mozku v měřitelných množstvích.
In vitro studiemi bylo zjištěno, že je kyselina gadoterová neurotoxická.
Léčiva s gadoliniovými kontrastními látkami mohou u pacientů se zhoršeným odbouráváním léčiva vyvolat nefrogenní systémovou fibrózu. Toto nebezpečí se objevuje u pacientů s chronickými nebo závažnými nemocemi ledvin.
Nejčastějšími vedlejšími účinky (s výskytem u více než 0,2 % případů) jsou nevolnosti, bolest hlavy, bolest a/nebo pocit chladu v místě vpichu a pocit pálení.

## Bioekvivalence
V roce 2020 studie bioekvivalence kyseliny gadoterové ukázala, že varianta Clariscan se v mozku, ledvinách a játrech krys hromadila více než u těch, které obdržely variantu nazývanou Dotarem, jež je původní formou. Přestože nebylo podáno možné vysvětlení, tak se předpokládá, že příčinou jsou pravděpodobně rozdíly v procesu chelatace gadolinitých iontů.

## Dostupnost
Kyselina gadoterová byla, pod názvem Dotarem, uvedena na francouzský trh v roce 1989, společností Guerbet. K roku 2013 byla schválena v přibližně 70 zemích.
V roce 2019 se začal prodávat meglumingadoterát pod názvem Clariscan.